# Міжнародна федерація важкої атлетики
Міжнародна федерація важкої атлетики (ІВФ, від англ. International Weightlifting Federation — IWF) — міжнародна організація, що займається проведенням змагань з важкої атлетики.
На кінець 2008 року членами організації є національні важкоатлетичні федерації 187 країн світу. Штаб-квартира ІВФ та її європейського відділення знаходиться в Будапешті. Офіційними мовами організації є англійська, французька, іспанська і російська, але оскільки статут ІВФ написаний англійською мовою, то усі спірні питання обговорюються тільки на цій мові, щоб при вирішенні спірних питань була змога посилатися на статут.
Поточне керівництво організацією здійснює Бюро організації, до якого входять президент, 6 віце-президентів, генеральний секретар-скарбник і ще 8 членів організації. Найважливіші рішення приймає верховний орган — щорічний конгрес ІВФ.

## Історія
Перша спроба створення міжнародної організації, під егідою якої проводилися б усі світові та континентальні чемпіонати з важкої атлетики, була зроблена в 1905 році, проте так і не увінчалася успіхом. В 1912 році відбувся перший Міжнародний конгрес з важкої атлетики, на якому було прийнято рішення про створення Всесвітнього союзу важкоатлетів. Процес створення цієї організації затягнувся і був перерваний Першою світовою війною.
Тільки в 1920 році була створена Міжнародна федерація важкоатлетів (ФІХ, від фр. Federation International Halterophile — FIH). З 1949 року по 1968 рік вона також мала назву «Міжнародна федерація важкої атлетики та культуризму» (ФІХК). Надалі з утворенням самостійної Міжнародної федерації культуризму (ІФББ, від англ. International Federation of Body-Builders — IFBB), організації було повернуто назву ФІХ, а в 1972 році вона отримала сучасну назву ІВФ. СРСР приєднався до ФІХ у 1946 році.
30 вересня 2017 року федерація відсторонила на один рік від змагань Федерацію важкої атлетики України та збірні Вірменії, Азербайджану, Білорусі, Китаю, Молдови, Казахстану, Росії, Туреччини через порушення антидопінгових правил.
Міжнародна федерація важкої атлетики має Зал Слави.

## Президенти ІВФ
| №   | Роки       | Президент              | Країна                 |
| --- | ---------- | ---------------------- | ---------------------- |
| 1.  | 1905—1912  | Комісія без президента | Комісія без президента |
| 2.  | 1912—1920  | Петер Татіч            | Угорщина               |
| 3.  | 1920—1923  | Жюль Россе             | Франція                |
| 4.  | 1923—1924  | Джим Лінден            | Нідерланди             |
| 5.  | 1924—1937  | Жюль Россе             | Франція                |
| 6.  | 1937—1941  | Джим Лінден            | Нідерланди             |
| 7.  | 1941—1946  | Посада вакантна        | Посада вакантна        |
| 8.  | 1946—1952  | Жюль Россе             | Франція                |
| 9.  | 1952—1952  | Діттріх Уортман        | США                    |
| 10. | 1952—1960  | Бруно Ніберг           | Фінляндія              |
| 11. | 1960—1972  | Кларенс Джонсон        | США                    |
| 12. | 1972—2001  | Готтфрід Шедль         | Австрія                |
| 13. | 2001—н. в. | Тамаш Аян              | Угорщина               |